# Bauernhausmuseum Lindberg

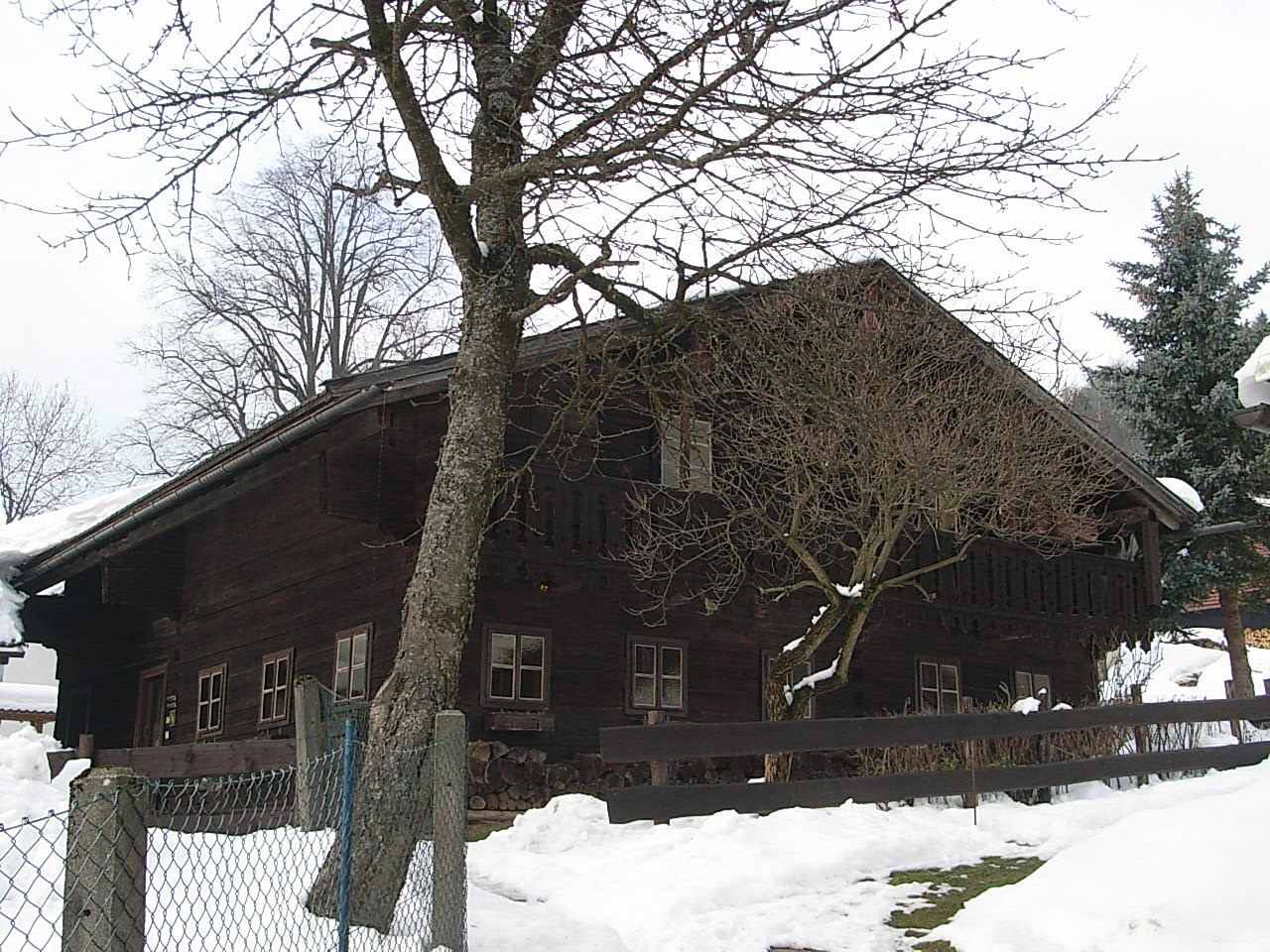
Das Kuchlerhaus

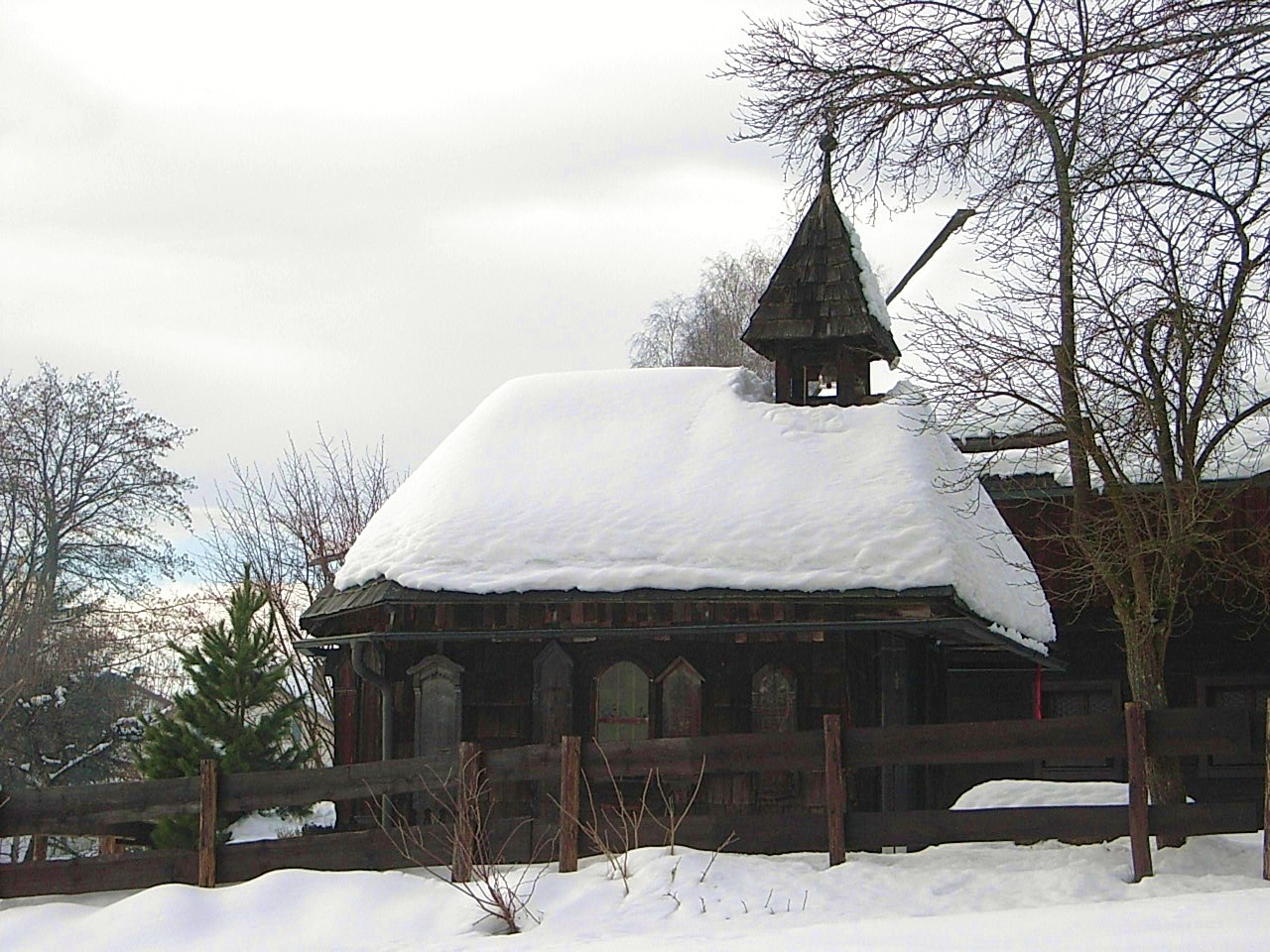
Die Holzkapelle

Das Bauernhausmuseum Lindberg ist ein Freilichtmuseum in Lindberg.
Bis etwa 1970 besaß Lindberg noch verhältnismäßig viele alte Bauernhäuser, die um diese Zeit jedoch von Neubauten ersetzt wurden. Anfang 1974 fand sich auch für das alte Kuchlerhaus ein norddeutscher Käufer, der hier einen neuen Pensionsbau plante. Auf Initiative des damaligen Lindberger Bürgermeisters Baron von Wolffersdorf erwarb stattdessen der CSU-MdB Franz Handlos das abbruchreife Gebäude.
Die Hofstelle wurde erstmals 1575, die ersten Besitzer 1598 urkundlich erwähnt. Handlos beschloss, das alte Haus als Museum zu erhalten. Mit den Balken eines bereits abgerissenen anderen Gebäudes aus Rinchnach wurde das ganz in Holzbauweise errichtete, 27 Meter lange und 14 Meter breite Kuchlerhaus restauriert. Ein neues Dach war ebenso notwendig wie ein neuer Schrout (Balkon).
Mitte 1974 erwarb Handlos das benachbarte Austragshaus und ließ es ebenfalls restaurieren. Im Februar 1975 kam auch noch die baufällige Holzkapelle aus Hermannsried bei Bischofsmais dazu, die mit einem Kranwagen in drei Teilen nach Lindberg versetzt wurde. Bei der Kapelle aus dem Jahr 1885 handelt es sich um eine der wenigen noch erhaltenen alten Holzkapellen des Bayerischen Waldes. Die Kapelle wurde beim Wiederaufbau um 60 Zentimeter verkürzt. Der vier Meter lange Steinbrunnen im Hofraum stand ursprünglich in Langdorf.
Die Innenräume des Hauses mit Küche, Stube, Schlafkammer, Speisekammer und Knechtkammer wurden originalgetreu eingerichtet. Dazu kommen Ausstellungen von lokalen Trachten und landwirtschaftlichen Geräten. Das Museum wurde am 28. Juni 1975 eröffnet. Das zum Hof gehörende Austragshaus wird als Wirtshaus genutzt.
Die Tochter von Franz Handlos verkaufte nach dessen Tod im Jahre 2013 die unter Denkmalschutz stehenden Gebäude des Museums. Sie sah sich nicht in der Lage das bisherige Privatmuseum aus finanziellen Gründen weiter zu betreiben. Sie führte aus, dass es für einen Abriss keine Genehmigung geben würde und eine Gebäudeversetzung nicht möglich sei. Der Teil des ursprünglichen Bauernhofs stehe seit bis zu 500 Jahren an seinem Platz und wurde noch nie versetzt.
Auch nach dem Verkauf befindet sich das Museum weiter in Privatbesitz und wird seit 2014 von einem Förderverein betrieben. Im Rahmen des Programms Euregio Bayerischer Wald – Böhmerwald – Unterer Inn wurde das Museum  mit rund 170.000 Euro gefördert. Den Eigenanteil des Trägers finanziert dieser hauptsächlich mit Museumsfesten.